# Neznělá uvulární ploziva
Neznělá uvulární ploziva je souhláska, vyskytující se v mnoha jazycích.
- Způsob artikulace: ražená souhláska (ploziva). Vytváří se pomocí uzávěry (okluze), která brání proudění vzduchu a je na posléze uvolněna, čímž vzniká zvukový dojem – od toho též označení závěrová souhláska (okluziva).
- Místo artikulace: uvulára. Uzávěra se vytváří mezi zadní částí jazyka a uvulou (čípkem).
- Znělost: neznělá souhláska – při artikulaci jsou hlasivky v klidu. Znělým protějškem je ɢ.
- Ústní souhláska – vzduch prochází při artikulaci ústní dutinou.
- Středová souhláska – vzduch proudí převážně přes střed jazyka spíše než přes jeho boky.
- Pulmonická egresivní hláska – vzduch je při artikulaci vytlačován z plic.

V češtině se nevyskytuje, je ji ale možno najít v arabštině (přepisuje se většinou jako k či q), avarštině (zapisuje se písmenem cyrilice хъ), čečenštině (zapisuje se písmeny cyrilice кх), hindštině (písmeno क, přepisuje se většinou jako k), kazaštině (zapisuje se v cyrilici қ), grónštině (zapisováno jako q, existuje dokonce i dlouhá varianta [q:], zapisovaná jako qq), řadě dialektů kečujštiny, ajmarských jazycích, čipajštině, čonských jazycích, alakalufštině, mayských jazycích, hopijštině (zapisováno jako q) a mnoha dalších jazycích a dialektech.